# Drop Your Guns
«Drop Your Guns» (en español: «Arroja tus armas») es una canción escrita por David Henman.  Se encuentra originalmente en el álbum On Record de la banda canadiense April Wine lanzado en 1972 por Aquarius Records.

## Lanzamiento
Al igual que su antecesor, «Drop Your Guns» fue publicado como sencillo en 1972.  Este sencillo es el último del álbum On Record. El lado B de este sencillo es el tema «Flow River Flow» («Fluye río fluye» en español) compuesto por Myles Goodwyn.

## Recibimiento
Esta canción logró entrar en las listas de popularidad de Canadá, haciéndolo en el año 1973 y alcanzó el 34.º lugar del listado de la revista RPM Magazine el 28 de octubre del mismo año.

## Lista de canciones

### Lado A
| Side one |                  |              |          |  |
| N.º      | Título           | Escritor(es) | Duración |  |
| 1.       | «Drop Your Guns» | David Henman | 3:31     |  |

#### Lado B
| Side one |                   |               |          |  |
| N.º      | Título            | Escritor(es)  | Duración |  |
| 2.       | «Flow River Flow» | Myles Goodwyn | 3:09     |  |

## Créditos
- Myles Goodwyn — voz principal, guitarra y teclados
- David Henman — guitarra y coros
- Jim Clench — bajo
- Ritchie Henman — batería

## Listas
| Año  | País   | Lista                        | Posición máxima |
| ---- | ------ | ---------------------------- | --------------- |
| 1972 | Canadá | RPM Magazine Top 100 Singles | 34.º            |